# هنري بنكوست
هنري بنكوست (بالإنجليزية: Henry Pancoast)‏ هو إشعاعاتي ‏ أمريكي، ولد في 26 فبراير 1875 في فيلادلفيا في الولايات المتحدة، وتوفي في 20 مايو 1939 في بنسيلفانيا في الولايات المتحدة.